# Анаткаси (Цівільський район)
Анатка́си (рос. Анаткасы, чув. Анаткасси) — присілок у складі Цівільського району Чувашії, Росія. Входить до складу Першостепановського сільського поселення.
Населення — 68 осіб (2010; 86 у 2002).
Національний склад:
- чуваші — 95 %